# 24—25-я линии Васильевского острова
24—25-я ли́нии Васи́льевского о́строва — улица в Василеостровском районе Санкт-Петербурга. Проходит от Масляного канала до Малого проспекта Васильевского острова.

## История
В начале XVIII века многие проезды Санкт-Петербурга назывались линиями, поскольку имели один ряд (одну линию) домов. В основном это были набережные рек и каналов. В «Описаниях российского императорского города Санкт-Петербурга» немецкий путешественник И. Г. Георги пишет: «Каждая из сих улиц разделяется в середине небольшими досками обкладенным каналом на две улицы; ряд домов в каждой из таких улиц называется линиею, в коих в каждой улице по две.» Первое упоминание линий на Васильевском острове относятся к 1710-м годам. По указу от 26 апреля 1767 года каналы были засыпаны, и получились обыкновенные проезды, однако стороны одной улицы сохранили разные номерные названия.
Первоначально линии проходили от Масляного канала до Косой линии. В 1891 году продлены до Большого проспекта Васильевского острова, а в 1960-е годы до Малого проспекта. В 1836—1846 годы носили название Котенева улица, вероятно, по фамилии домовладельца.

## Примечательные здания и сооружения

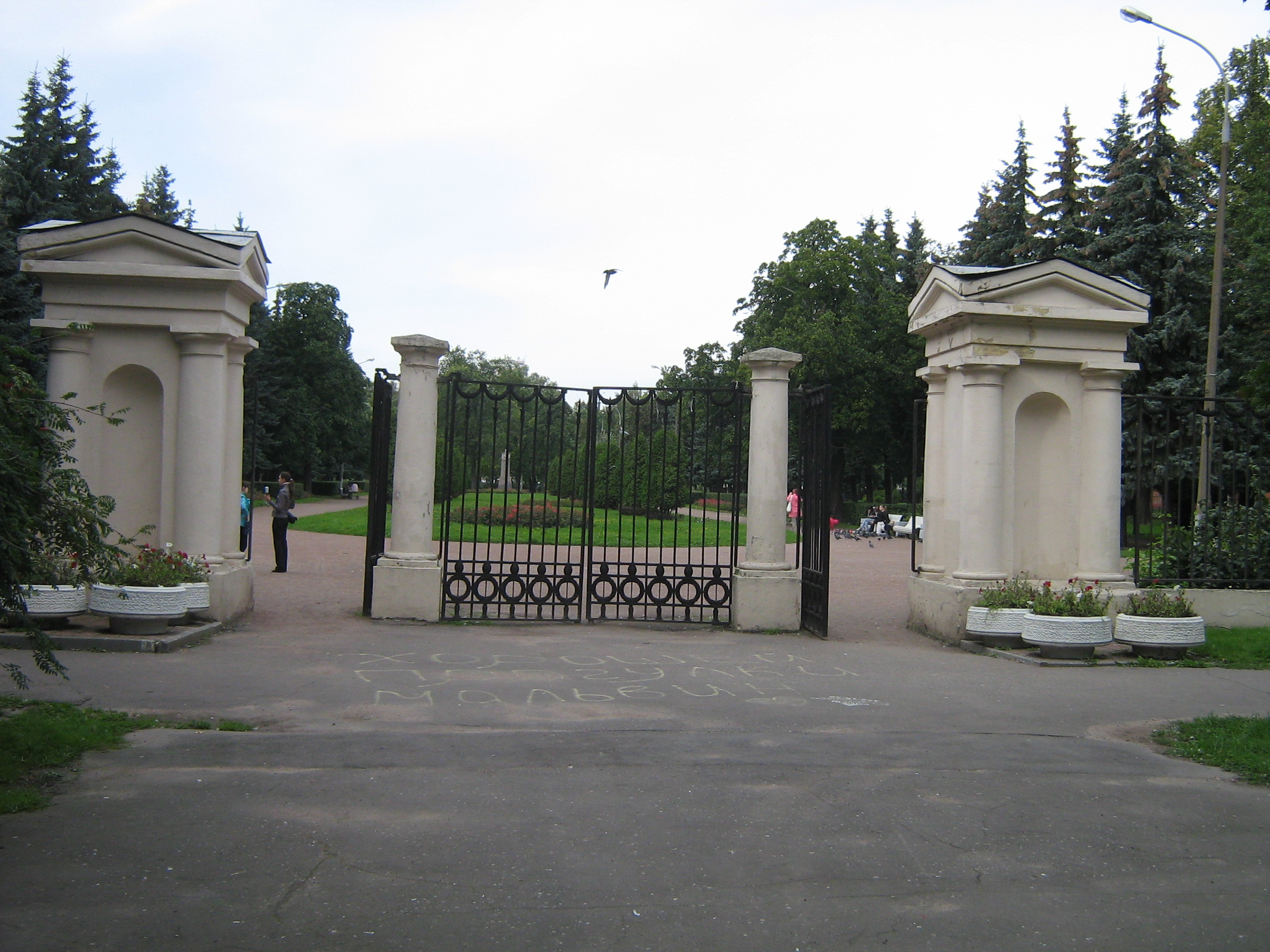
Сад «Василеостровец»

- Дом № 4 — водонапорная башня завода «Красный гвоздильщик»[3];
- Дом № 6, корпус 1 — канатный цех завода «Красный гвоздильщик», построенный в 1930 году по проекту архитектора Якова Чернихова[4];
- Дом № 8 — бывший особняк Феликса Шопена, арх-р Франсуа Дезире, 1856. Историческое здание было снесено в 2011-м и построено заново в 2019 по архивным чертежам и фотографиям[5];
- сад «Василеостровец»;
- детская инфекционная больница № 3;
- Санкт-Петербургский государственный горный университет (учебный центр № 2);
- завод «ТеплоПлит», на территории бывшего Электромеханического завода.